# 原林站
原林站，位于中华人民共和国内蒙古自治区呼伦贝尔市牙克石市库都尔镇，是牙林铁路上的火车站，建于1944年，由哈尔滨铁路局管辖。

## 車站周邊
- 牙克石市原林中小学

## 歷史
- 建于1944年。

## 外部連結
- 中国铁路客户服务中心（页面存档备份，存于）